# Schronisko w Ciężkowicach Trzecie
Schronisko w Ciężkowicach Trzecie, Schronisko w Ciężkowicach III, Schronisko koło Jaskini Pajęczej – schronisko w rezerwacie przyrody Skamieniałe Miasto w Ciężkowicach, w województwie małopolskim, w powiecie tarnowskim. Pod względem geograficznym znajduje się na Pogórzu Ciężkowickim będącym częścią Pogórza Środkowobeskidzkiego.

## Opis jaskini
Znajduje się w niewielkim skalnym murze powyżej skały Warownia Górna i w odległości około 50 m od niej. Otwór jaskini znajduje się przy ziemi, pod litą skałą. Ciągnie się za nim poprzeczna szczelina o długości 3 m, szerokości 0,5 m i wysokości do 1,5 m. Na jej dnie jest gruz skalny.
Schronisko wytworzyło się w piaskowcu ciężkowickim i jest pochodzenia grawitacyjnego. Jest w całości widne. Brak roślin, ze zwierząt obserwowano liczne pająki.
Pomierzyli go T. Mleczek i T. Kałuża (Speleoklub Dębicki) w kwietniu 2009 r. Plan sporządził T. Mleczek.

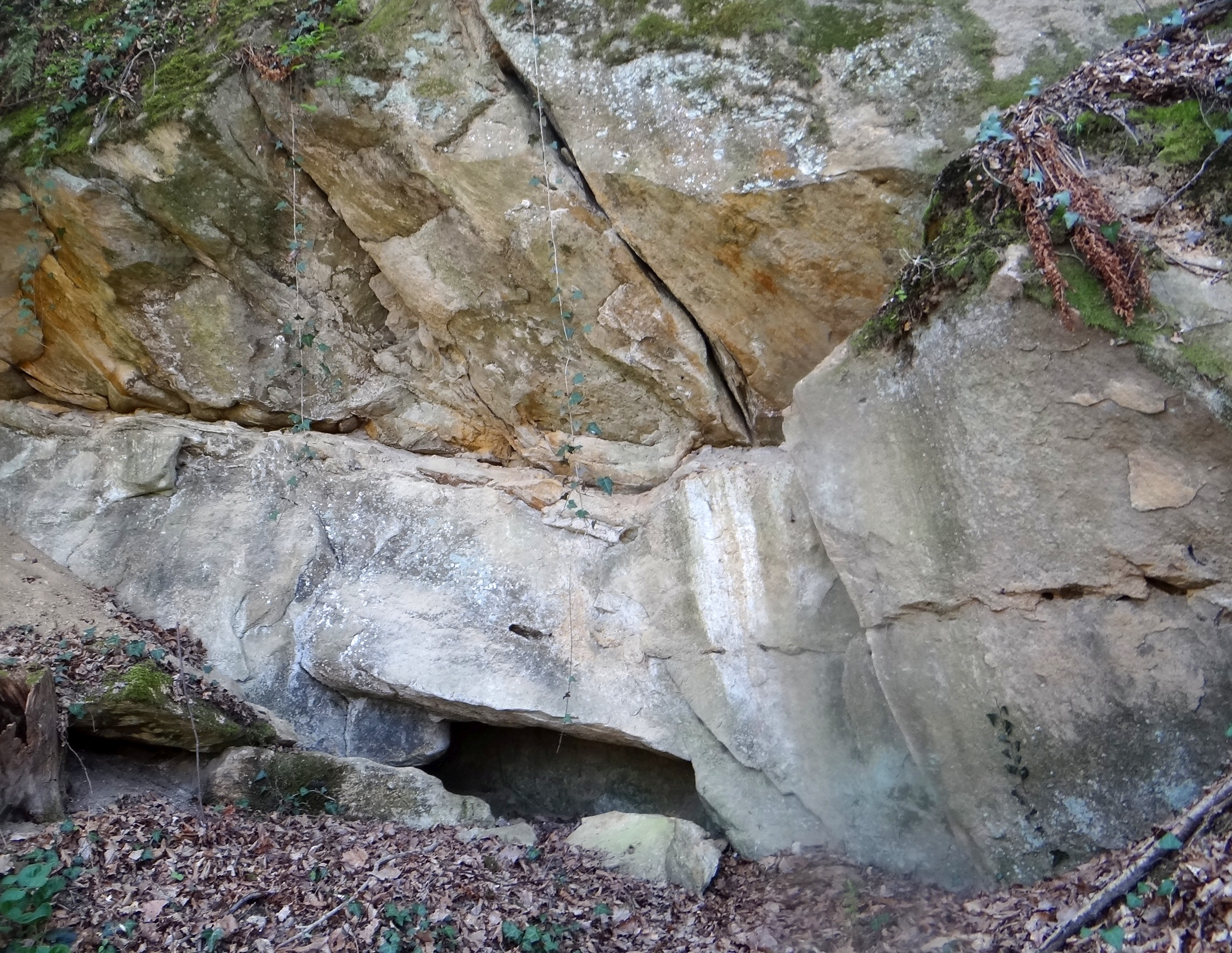
Otwór schroniska